# Biblioteca Estadual de Niterói
Biblioteca Parque de Niterói (BPN), anteriormente conhecida como "Biblioteca Pública de Niterói" e também "Biblioteca Pública Estadual Ministro Geraldo Bezerra de Menezes", é uma importante biblioteca pública estadual situada na praça da República, sem número, no Centro de Niterói.
Possui um acervo de mais de 60 mil itens — livros, revistas, jornais, DVDs, audiolivros e livros em Braille — e já constituiu-se como a principal biblioteca do antigo Estado do Rio de Janeiro. Conta com importante acervo de obras raras e especiais, principalmente concernentes à história e cultura do Estado do Rio de Janeiro , assuntos dos quais se encontram obras e documentos referentes aos séculos XVI, XVII e XVIII.
Atualmente é gerida pela Fundação de Arte de Niterói, autarquia do município de Niterói que administra os equipamentos culturais da cidade, subordinada à Secretaria das Culturas.

## Histórico e prédio
A BPN foi inaugurada em 1935, quando Niterói era a capital do antigo Estado do Rio. O prédio em que se encontra a biblioteca é considerado um marco na arquitetura da região central de Niterói — ocupando na citada localidade uma área de cerca de 1.500 m². Em estilo neoclássico, foi projetada pelo arquiteto ítalo-brasileiro Pietro Campofiorito. Integra o conjunto cívico da Praça da República. Mandada construir pelo governo do Estado do Rio de Janeiro, em 1932, dois anos depois da Revolução de 1930, pelo interventor almirante Ari Parreiras, a fim de ser inaugurado nas comemorações do centenário da elevação de Niterói a condição de cidade e capital do Rio de Janeiro, decorrência do Ato Adicional de 1834.

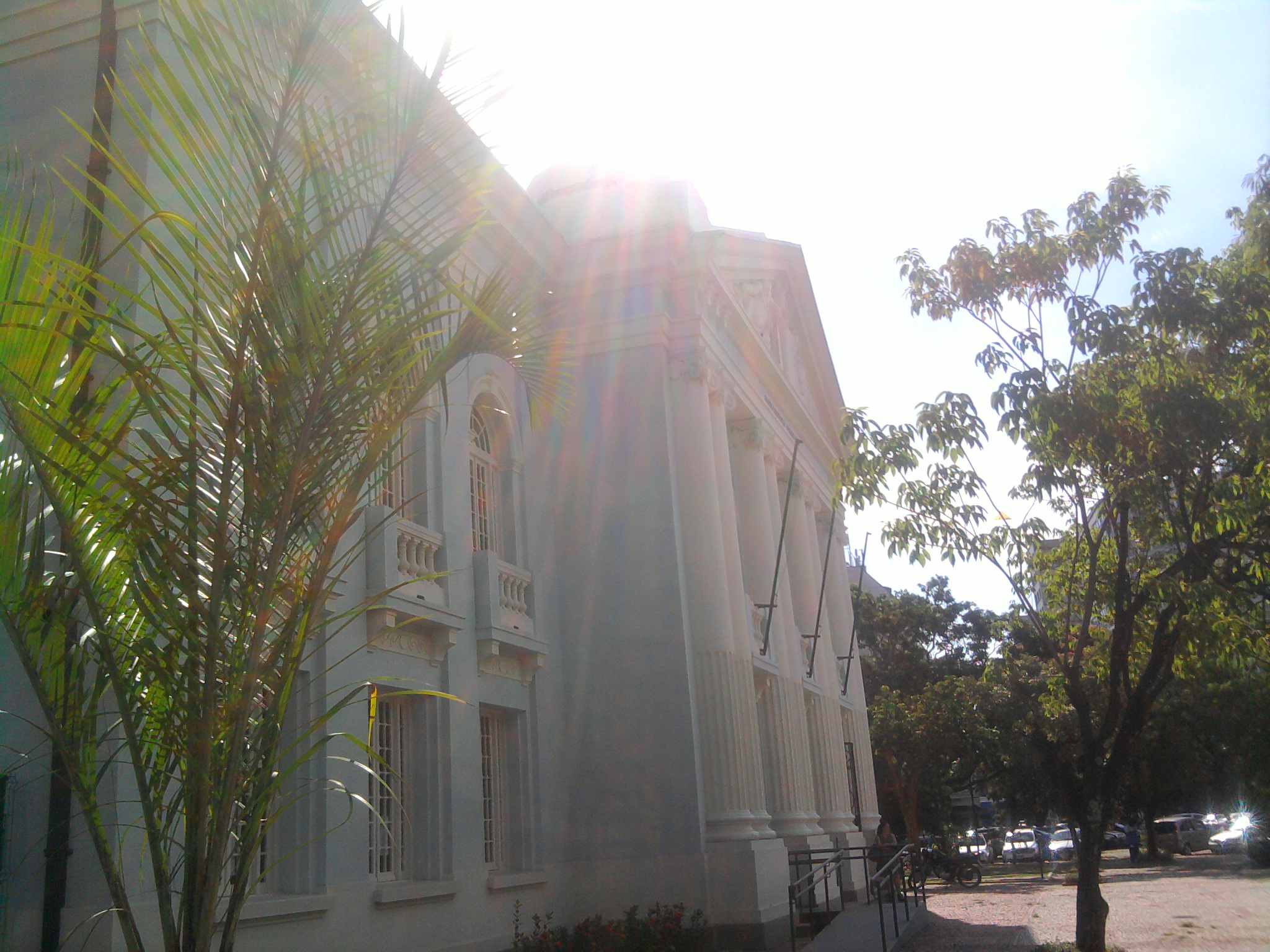
Biblioteca Pública de Niterói.

O projeto da biblioteca constava no escopo da proposta original para construção do centro cívico da Praça da República, projetado pelo arquiteto francês radicado no Brasil, Emile Depuy Tessain, a pedido do então Governador Oliveira Botelho e do prefeito de Niterói Feliciano Sodré, para abrigar a uma biblioteca universitária e o arquivo público do Estado. O edifício faria par, no conjunto de edificações do centro cívico, com o edifício da Escola Central, o atual colégio estadual Liceu Nilo Peçanha, como espaços de educação, cultura e conhecimento. Porém, a falta de recursos públicos, a instabilidade política por que sucessivamente passou o Estado do Rio de Janeiro ao longo da década de 1920 e a própria Revolução de 1930 interrompeu o início de sua construção, tal como do Palácio do Governador (nunca construído). Sua construção simbolizava a estabilização política no Estado. Com sua inauguração, tornou-se o último prédio edificado no conjunto da Praça da República de Niterói. O arquiteto Pietro Campofiorito foi chamado, e desenvolveu novo projeto, totalmente original.
O edifício foi tombado como patrimônio cultural do Estado à data de 1983 pelo Instituto Estadual do Patrimônio Cultural, o Inepac. A biblioteca já abrigou o Arquivo Público do Estado do Rio de Janeiro. Em 2011, o edifício foi restaurado. Foram realizadas intervenções na área interna e externa. Retornou as formas originais e ganhou um novo conceito, centro cultural de acesso ao conhecimento, à informação, ao lazer e entretenimento.
Até 2016, era um espaço da Secretaria de Estado de Cultura, com gestão da organização social do Instituto de Desenvolvimento e Gestão. Em 2017, passou por um processo de municipalização, sendo atualmente gerida pela Fundação de Arte de Niterói, autarquia do município de Niterói que administra os equipamentos culturais da cidade, subordinada à Secretaria das Culturas.

## Espaços
A biblioteca conta com salas no andar térreo e no primeiro andar, sendo elas:
- Multiplicidade - abriga História, Geografia, Literatura Infantojuvenil, Música, Teatro, Dança, Cinema, Esportes. É a sala que abriga o material de acessibilidade, com livros em Braille, computadores acessíveis

## Denominação
Em 2006, a Assembleia Legislativa do Estado do Rio de Janeiro, por unanimidade de votos, aprovou-se o projeto de lei 1.171/2003, de autoria da ex-deputada Aparecida Panisset; a 11 de julho, a data de nascimento de Geraldo Montedônio Bezerra de Menezes, a governadora Rosinha Garotinho, assinou o decreto 39.542/2006, publicado no Diário Oficial do dia seguinte, através do qual "Fica denominada Biblioteca Estadual Ministro Geraldo Montedônio Bezerra de Menezes a Biblioteca do Estado situada no Município de Niterói".